# Cataingan
Cataingan est une localité de la province de Masbate, aux Philippines. En 2015, elle compte 50 327 habitants.